# Vladímir Mijáilovich Komarov
Vladímir Mijáilovich Komarov, conocido en español en su época como Vladimiro Komarof (en ruso Влади́мир Миха́йлович Комаро́в; Moscú, 16 de marzo de 1927-Novoorsk, 24 de abril de 1967) fue un piloto de pruebas, ingeniero aeronáutico y cosmonauta soviético. 
En octubre de 1964 fue el comandante de la misión Vosjod 1, el primer vuelo espacial tripulado de tripulación múltiple. Se convirtió en el primer cosmonauta en volar dos veces al espacio cuando fue seleccionado piloto de la misión Soyuz 1. Un fallo en el paracaídas hizo que la cápsula Soyuz se estrellara en la tierra tras el reingreso el 24 de abril de 1967, convirtiéndolo en el primer humano en morir en un vuelo espacial.
Komarov fue uno de los candidatos más experimentados y cualificados en el primer escuadrón de cosmonautas seleccionados en 1960. Fue declarado médicamente no apto para el entrenamiento y vuelo espacial dos veces mientras estaba en el programa, sin embargo, gracias a su perseverancia, sus habilidades superiores y sus conocimientos de la ingeniería, mantuvo un rol activo en el programa espacial. Durante su permanencia en el Centro de Entrenamiento de Cosmonautas, contribuyó al diseño de vehículos espaciales, entrenamiento y evaluación de cosmonautas y relaciones públicas.

## Datos personales

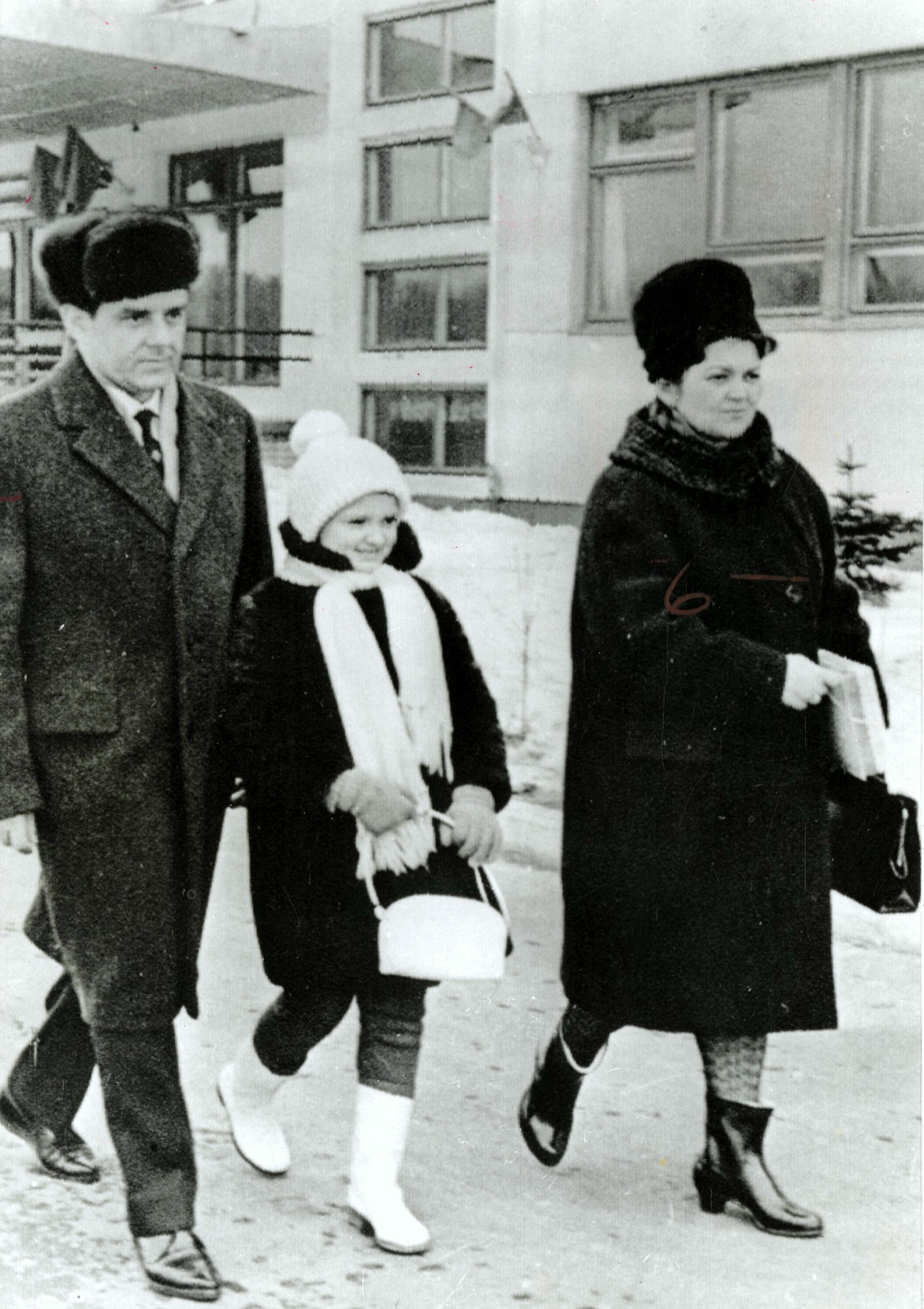
Komarov con su esposa Valentina y su hija Irina (1967)

Komarov nació en Moscú, donde creció junto a su hermana Matilde. Su padre era un obrero que trabajaba en varios trabajos de poca paga para mantener la familia. En 1935 inició sus estudios primarios, donde demostró tener aptitud para las matemáticas. En 1941 se vio obligado a abandonar la escuela debido a la Segunda Guerra Mundial, por lo cual se dedicó a trabajar como granjero. Demostró interés por la aeronáutica desde pequeño, coleccionaba revistas, participaba en aeromodelismo, llegó a construir su propia hélice. En 1942, con tan solo 15 años se enlistó en la Escuela de Aviación de la Fuerza Aérea Soviética en Moscú, para poder cumplir su sueño de convertirse en piloto. Poco después, su familia se enteró de que el padre de Komarov había sido asesinado en una "acción de guerra desconocida". Debido al avance alemán, la escuela se trasladó al Óblast de Tiumén, y permaneció allí hasta el fin de la guerra. En 1945, Komarov se graduó de la escuela de vuelo con honores. Las hostilidades de la Segunda Guerra Mundial terminaron antes de que Komarov fuera llamado a entrar en combate.
En 1946, Komarov completó su primer año de entrenamiento en la Escuela Superior de la Fuerza Aérea de Chkalov en Borisoglebsk, Óblast de Vorónezh. Finalizó su entrenamiento en el Colegio de Aviación Militar A.K. Serov. La madre de Komarov falleció en 1948, siete meses antes de su graduación, donde recibió sus alas de piloto e ingresó a la Fuerza Aérea Soviética como Teniente.

## Carrera como piloto
En diciembre de 1949, Komarov se desempeñó como piloto de un avión de combate con el 383 ° Regimiento de la 42 División de Cazas Aérea del Norte del Cáucaso que tenía su base en Grozny.
Komarov se casó con Valentina Yakovlevna Kiselyova en octubre de 1950. Fue ascendido a Teniente Principal en 1952, y más tarde fue asignado como piloto principal del Regimiento de Aviación de Combate 486 de la 279 División de Cazas Aéreos en la Región de Prikarpate. Komarov continuó volando en esa posición hasta 1954, luego, se enroló en un curso de ingeniería en la Academia de Ingeniería de la Fuerza Aérea N.E Zhukovsky. En 1959, Komarov fue ascendido al rango de Teniente Superior Ingeniero. Más tarde ese año logró su objetivo de convertirse en piloto de pruebas en el Instituto de Investigación Científica Central en Chkalovsky.

## Carrera como cosmonauta

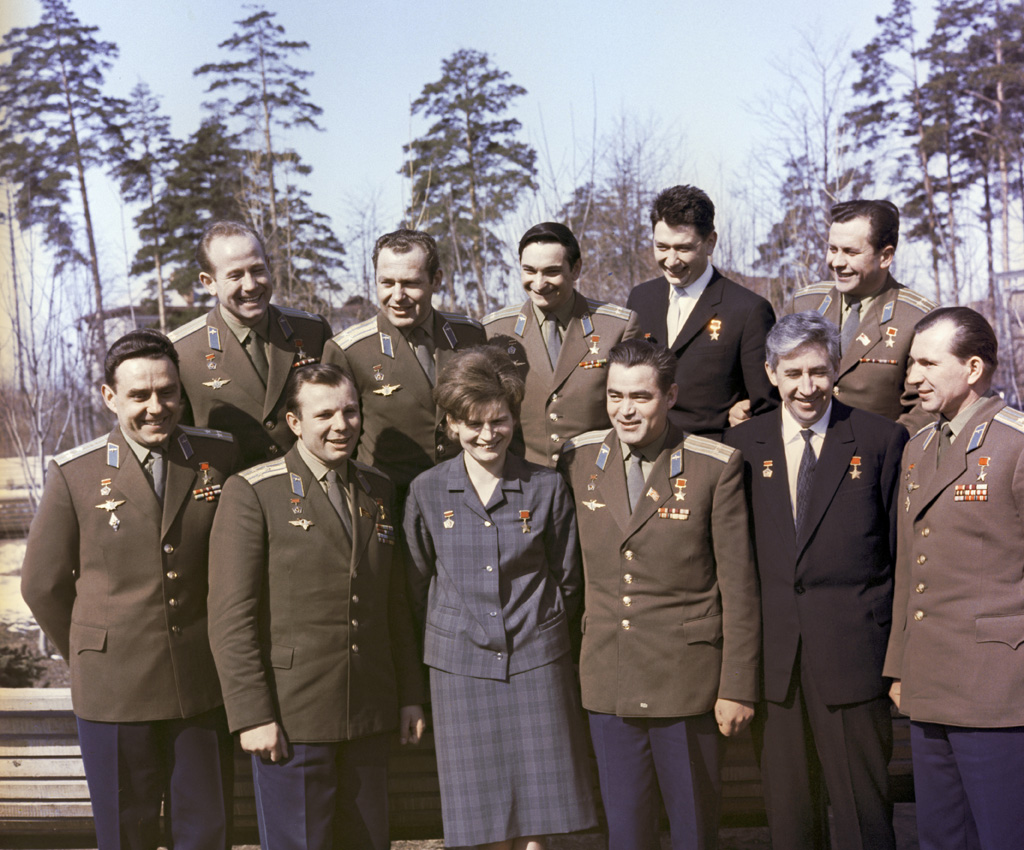
Cosmonautas soviéticos.

### Grupo 1 de las Fuerzas Aéreas
En septiembre de 1959, Komarov fue ascendido a Capitán Ingeniero y fue invitado a participar en el proceso de selección de candidatos a cosmonauta junto con aproximadamente otros 3000 pilotos. Fue seleccionado junto a otros veinte candidatos, y se presentó ante las autoridades el 13 de marzo de 1960.
Aunque eminentemente calificado, Komarov no fue elegido entre los primeros seis candidatos debido a que no cumplía con los requerimientos de edad, altura y peso impuestas por el Diseñador Jefe del Programa espacial de la Unión Soviética, Serguéi Koroliov. El piloto de pruebas soviético Mark Gallai comento en una entrevista que: 

Si el criterio de selección hubiera sido diferente, Komarov hubiera entrado a la primera al grupo, era muy inteligente y poseía experiencia de la Academia de la Fuerza Aérea. Tuvo un papel importante en el diseño de las naves Vostok y Vosjod.

Con 32 años, Komarov fue el segundo más viejo de los pilotos elegidos; Koroliov había especificado un máximo de edad de 27 años. Solo Pável Beliáyev y Komarov lograron saltear la imposición, ambos graduados de la Academia de la Fuerza Aérea Soviética. Además, solo Komarov tenía experiencia como ingeniero de pruebas de vuelo en nuevos aviones.

### Entrenamiento
Al poco tiempo de comenzar su entrenamiento, Komarov fue hospitalizado para una operación menor en mayo de 1960, lo que lo dejó médicamente incapacitado para el entrenamiento físico durante aproximadamente seis meses. En ese momento, los criterios de selección ponían un gran énfasis en la condición física de los cosmonautas y cualquier imperfección conducía a la descalificación instantánea. Gracias a sus grandes conocimientos de ingeniería, se le permitió permanecer en el programa después de asegurarle a la administración que podría ponerse al día con el entrenamiento, y continuó con los estudios académicos requeridos mientras se recuperaba.
Regresó al entrenamiento en octubre, gracias a que su recuperación fue mucho más rápida que la estimada. Durante ese tiempo, ayudó a sus compañeros más jóvenes con sus estudios académicos; ganándose el sobrenombre coloquial de "El Profesor", que compartió con Belyayev, que era dos años mayor que él. En 1961 comenzaron los primeros vuelos espaciales. En 1962, Komarov era el tercer cosmonauta mejor pagado, debido a sus calificaciones, rango y experiencia. Ganaba 528 rublos por mes, sólo era superado por Yuri Gagarin y Gherman Titov.
Cuando el cosmonauta Georgy Shonin demostró no estar apto para resistir las fuerzas G de un vuelo, fue reemplazado por Komarov en mayo de 1962 en las misiones Vostok. Fue seleccionado como piloto de reserva para la misión Vostok 4. Sin embargo, nuevos entrenamientos revelaron una irregularidad en el corazón de Komarov, por lo cual fue reemplazado por Borís Volinov. Casualmente, Komarov sufrió la misma irregularidad cardíaca que el astronauta estadounidense Deke Slayton.
En 1963, el entrenamiento de cosmonautas se llevó a cabo en seis grupos, con Komarov siendo seleccionado en el Grupo 2 con Valeri Bykovski y Volinov. Este grupo debía entrenarse para misiones de hasta cinco días de duración programadas para la última parte de 1963. En mayo de 1963, Alekseyev le propuso a Kamanin que Komarov fuera nombrado tripulante de reserva para la misión Vostok 5 en lugar de Jrunov porque su traje espacial estaba listo. Komarov fue seleccionado más adelante en un grupo adicional para misiones planeadas en 1964 con Belyaev, Shonin, Jrunov, Zaikin, Víktor Gorbatkó, Volinov y Alekséi Leónov.
En abril de 1964, Komarov fue declarado listo para volar en al espacio con Bykovsky, Popovich, Titov, Volinov, Leónov, Jrunov, Belyayev y Lev Diomin. De este grupo se elegiría el comandante de la misión de Vosjod planeada para fines de 1964. En mayo, el grupo se redujo a Volinov, Komarov, Leónov y Jrunov.
Durante el entrenamiento y los preparativos para el vuelo, Komarov vivía junto a su esposa Valentina y sus dos hijos Yevgeny e Irina en Koroliov. Allí, disfrutaba de la caza, el esquí de fondo, el hockey sobre hielo y otras actividades sociales con sus compañeros aprendices en su tiempo libre. Pavel Popovich señaló que Komárov fue respetado por su humildad y experiencia: 

... él ya era un ingeniero cuando se unió a nosotros, pero nunca menospreció a los demás. Era cálido, decidido e industrioso. Su prestigio era tan alto que las personas acudían a él para hacerle todo tipo de preguntas: tanto personales como del trabajo.

Alekséi Leónov lo describía como 

..una persona muy seria. Era un piloto de pruebas de primera clase.

## Vuelos espaciales

### Vosjod 1
En julio de 1964, solo siete cosmonautas seguían siendo elegibles para la tripulación Vosjod después de que algunos fueran descalificados por motivos médicos. El 6 de julio, Komarov fue nombrado comandante de la tripulación de reserva para la misión Vosjod 1. Después de un acalorado debate durante varios meses entre Serguéi Koroliov y Nikolái Kamanin sobre quien debía formar parte de la tripulación principal, Komarov fue nombrado comandante de la tripulación principal por la Comisión Estatal, el 4 de octubre de 1964.

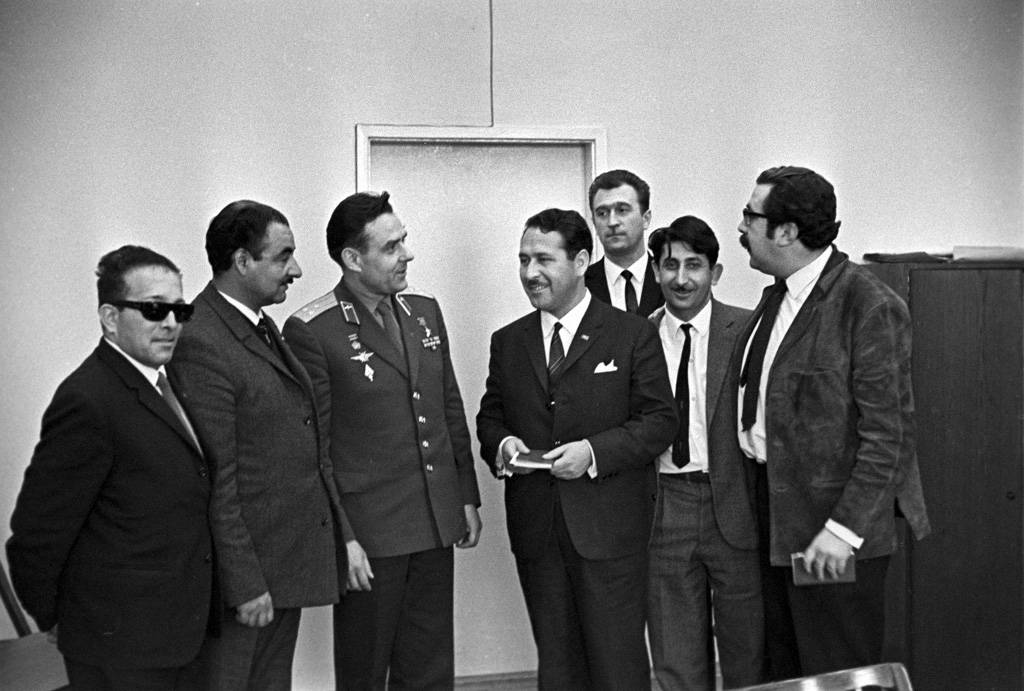
Encuentro con periodistas chilenos, 1966..

Vosjod despegó el 12 de octubre de 1964 (además de Komarov iban Konstantin Feoktistov -como científico- y Borís Yegorov -como médico-), y se convirtió en la primera misión espacial con una tripulación múltiple. La tripulación regresaría a la tierra un día después, el 13 de octubre. El hito fue promocionado por la Unión Soviética. Sin embargo, era desconocido para el mundo el riesgo incalculable tomado por los cosmonautas. Sin ningún rescate de emergencia viable en el despegue y sin trajes espaciales, el trío se enfrentaba a una muerte segura en caso de incluso una pequeña fuga de aire, y mucho menos una falla de lanzamiento.
Debido a esto se le condecoró con la medalla de Héroe de la Unión Soviética y la Orden de Lenin.

### Soyuz 1
Komarov fue asignado al programa Soyuz junto a Yuri Gagarin y Alekséi Leónov. En julio de 1966, mientras Komarov estaba de visita en Japón, fue entrevistado por los medios, y comentó que: 

La Unión Soviética, en algún momento programado, volará una nave espacial automatizada alrededor de la Luna y la regresará a la tierra. Tras esto, se enviará un perro, y luego se realizara un vuelo circunlunar tripulado.

Komarov fue reprendido por Kamanin, ya que el comentario fue realizado sin permiso de las autoridades mayores del programa espacial. El programa espacial soviético era excesivamente secreto, y se limitaban a divulgar la información de las misiones una vez que habían sido realizadas.
Al mes siguiente, Komarov tuvo discusiones fuertes con otros ingenieros por problemas de diseño, ya que en el entrenamiento de ambiente de microgravedad, la escotilla del módulo Soyuz era demasiado pequeña para permitir la salida segura de un cosmonauta equipado con un traje espacial. Mientras tanto, Komarov y sus compañeros eran constantemente revisados, y se preocuparon cada vez más por la falta de respuesta a sus comentarios sobre el diseño y fabricación de la nave. Yuri Gagarin escribió una carta a Leonid Brézhnev en nombre del grupo de cosmonautas, donde resaltaban los problemas que venían sufriendo.
Komarov fue seleccionado para la misión Soyuz 1, mientras que Gagarin quedó seleccionado como piloto de reserva. Una falsedad repetida es que los cosmonautas sabían que la nave espacial tenía grandes problemas de seguridad, pero Komarov sabía que si se negaba a volar, Gagarin se vería obligado a ir en su lugar. Tampoco es cierto que a su vez, Yuri Gagarin intentó desbancar a Komarov, con la convicción de que la URSS no arriesgaría la vida de un héroe nacional.
También es falsa la afirmación de que Komarov decidió volar para proteger a Gagarin y que antes del vuelo insistiese en que su funeral fuese a féretro abierto para que los líderes soviéticos pudieran ver "lo que habían hecho".
La nave despegó sin problemas el 23 de abril de 1967. Pero los problemas comenzaron una vez en órbita. Uno de los paneles solares de la nave no se desplegó, ni tampoco el detector de estrellas, necesario para la navegación de la nave. La falla del sensor de estrellas complicaba aún más la misión, ya que no se podía controlar la actitud, lo que era crucial para todo tipo de maniobras, incluido el regreso a la tierra. Debido a esto, Komarov no podía orientar su único panel solar en funcionamiento para poder recargar sus baterías.
A pesar de los problemas, Komarov logró orientar la nave usando un periscopio. Al completar la decimoséptima órbita, y debido a todos los problemas que el vuelo venía sufriendo, se le ordenó a Komarov regresar a tierra. El primer intento de regreso fracasó debido a un problema con los motores, por lo cual el segundo intento se daría en la decimonovena órbita.
El regreso de Soyuz-1 parecía ser normal hasta que los equipos de búsqueda y rescate llegaron al sitio de aterrizaje. Para su horror, encontraron la cápsula estrellada y envuelta en llamas. De inmediato quedó claro que el cosmonauta no había sobrevivido. Investigaciones posteriores demostraron que el paracaídas no se abrió durante la caída libre de la nave, y que los motores para frenar el aterrizaje se activaron después del aterrizaje, y no antes como debía haber sucedido.

## Repercusiones del accidente

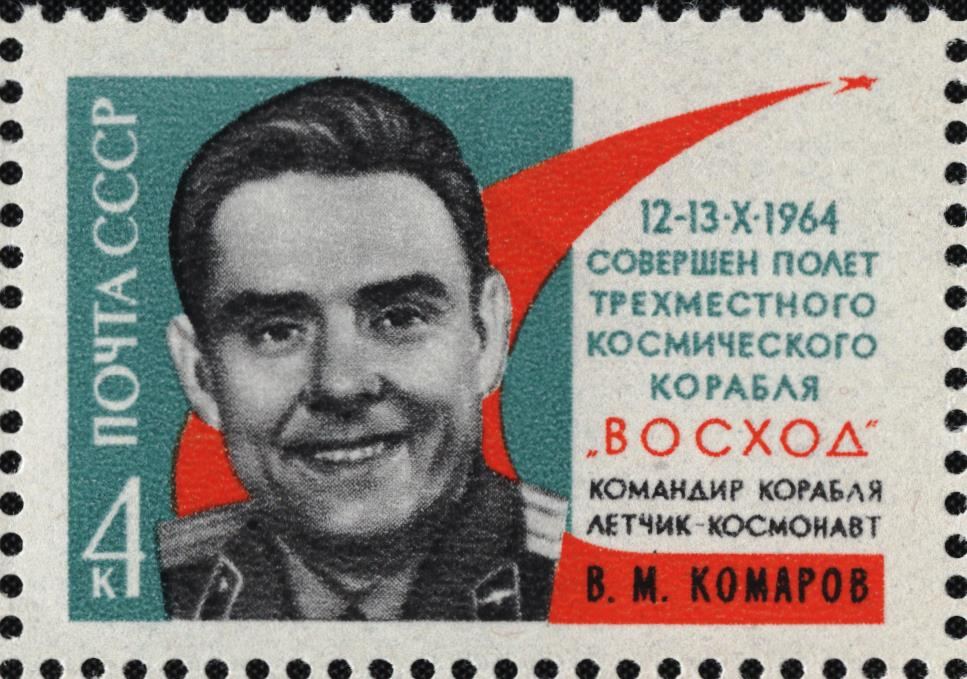
Estampilla de 1965 homenajeando a Komarov

El 25 de abril, el grupo de cosmonautas publicó una nota en el periódico Pravda: 

Para los pioneros siempre es más difícil. Pisan los caminos desconocidos y estos caminos no son rectos, tienen curvas cerradas, sorpresas y peligros. Pero cualquiera que tome el camino en órbita nunca quiere dejarlo. Y no importa qué dificultades u obstáculos haya, nunca son lo suficientemente fuertes como para desviar a ese hombre de su camino elegido. Mientras su corazón late en su pecho, un cosmonauta siempre desafiará al universo. Vladímir Komarov fue uno de los primeros en este traicionero camino.

Alekséi Leónov y Yuri Gagarin criticaron fuertemente a la administración soviética, particularmente a Vasili Mishin, que había reemplazado a Serguéi Koroliov tras su repentina muerte.

## Condecoraciones
- Héroe de la Unión Soviética, dos veces (19 de octubre de 1964, 1967 póstumamente)

- Orden de Lenin (19 de octubre de 1964)
- Orden de la Estrella Roja (1961)
- Medalla por Méritos de Combate (1956)
- Medalla por el desarrollo de las tierras vírgenes (1964)
- Piloto-Cosmonauta de la Unión Soviética
- Héroe del trabajo socialista (Vietnam del Norte, 1964)

## Honorespost mortem
Vladímir Komarov fue enterrado en la Necrópolis de la Muralla del Kremlin, algo reservado a las grandes personalidades del país. Se le otorgaron, por segunda vez, las medallas de Héroe de la Unión Soviética y la Orden de Lenin.
Además, se han bautizado diversos objetos con su nombre:
1. El asteroide (1836) Komarov, descubierto en 1971.
2. Uno de los buques de seguimiento espacial de la Unión Soviética.
3. La escuela de pilotos militares de Yeisk.
4. El cráter lunar Komarov.
5. Un club de aficionados a los cohetes en Liubliana, Eslovenia, el ARK Vladimir M. Komarov.
6. La Organización francesa Fédération Aéronautique Internationale hizo un diploma llamado V.M. Komarov en su honor.

Komarov es un personaje principal de la serie de ciencia ficción francesa Missions.